# Afeni Shakur

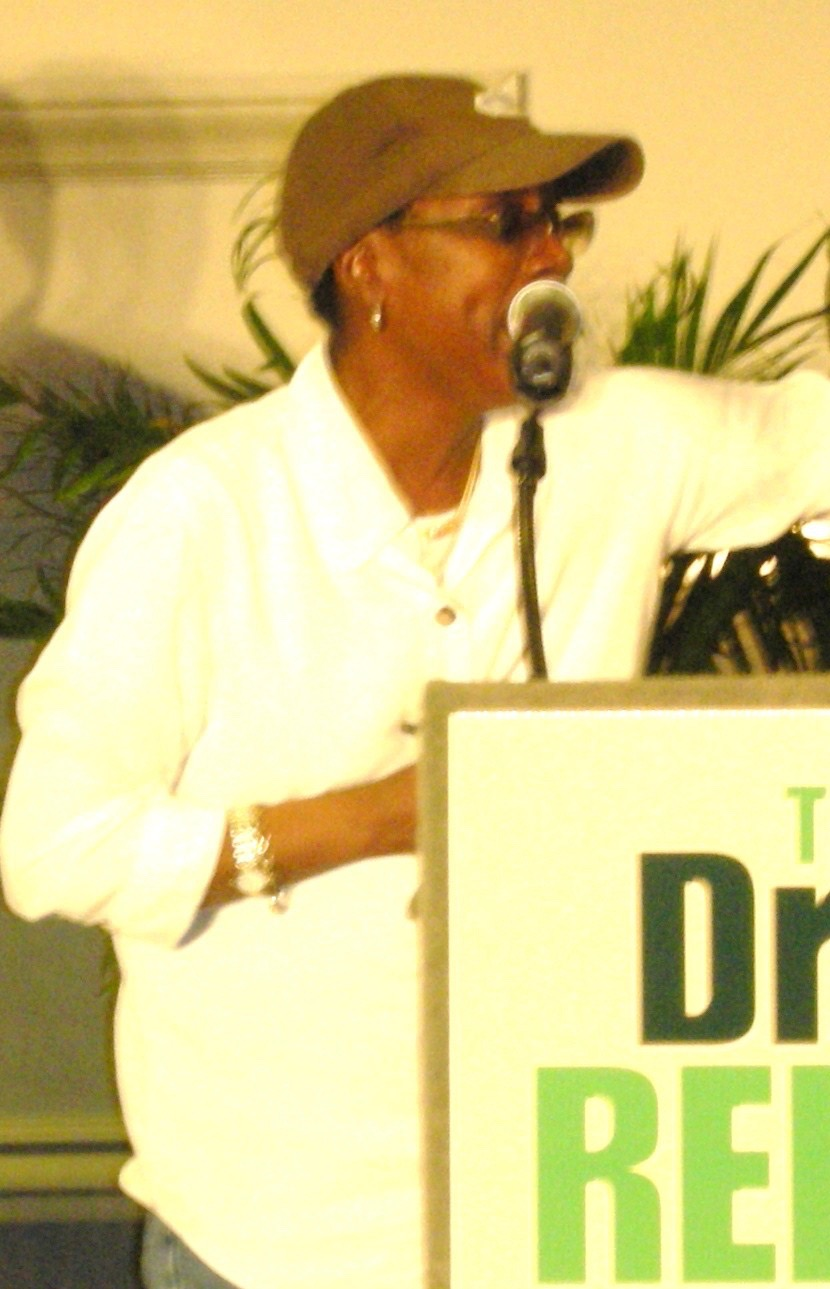
Afeni Shakur (2008)

Afeni Shakur Davis (* 10. Januar 1947 in Lumberton, North Carolina, als Alice Faye Williams; † 2. Mai 2016 in Greenbrae, Marin County, Kalifornien) war eine US-amerikanische Bürgerrechtsaktivistin der Black Panther Party. Ihr Sohn war der Rapper Tupac Shakur (1971–1996), nach dessen Ermordung sie als Verwalterin seines Nachlasses agierte.

## Leben
Afeni Shakur wurde als Alice Faye Williams im Januar 1947 in der Kleinstadt Lumberton in North Carolina geboren. In den 1960er Jahren zog sie mit ihrer Familie nach New York City, wo sie sich 1968 der Black Panther Party anschloss, einer radikalen, linken Splittergruppe der afroamerikanischen Bürgerrechtsbewegung. Zu diesem Zeitpunkt nahm sie den Vornamen „Afeni“ an. Für die Gruppe trat sie als Organisatorin und Sprecherin in Erscheinung; ihr eigener Aktivismus konzentrierte sich unter anderem darauf, Bürger über ihre verfassungsmäßigen Rechte aufzuklären. Insbesondere interessierte sie sich für Patientenrechte. Im Gerichtsprozess hatte sie sich selbst verteidigt. Daneben fokussierte sie sich darauf, Kautionsgelder für verhaftete Black-Panther-Mitglieder zu sammeln. Ab Ende 1968 war sie für kurze Zeit mit dem Black-Panther-Aktivisten Lumumba Shakur verheiratet. 1971 wurde sie mit 20 anderen Black-Panther-Mitgliedern beschuldigt, Bombenanschläge in New York geplant zu haben, wurde aber freigesprochen.
Kurz nach dem Freispruch wurde sie Mutter eines Sohnes, des späteren Rappers Tupac Shakur (1971–1996), den sie allein erzog. Tupacs Vater war ein anderes Mitglied der Black Panthers. Von früh an ermunterte sie ihren Sohn, sich künstlerisch auszuprobieren. In den 1980er Jahren rutschte Afeni Shakur selbst in eine Drogensucht ab, die sie mit den psychologischen Folgen der staatlichen Repressionen gegenüber den Black Panthers erklärte. Zeitweise war sie obdachlos. Trotzdem versuchte sie möglichst, das künstlerische Talent ihres Sohnes zu fördern. Dafür zog sie mit ihm nach Baltimore und später in ein Dorf nahe dem kalifornischen Sausalito. 1991 konnte sie ihre Drogensucht überwinden. In den Jahren zuvor hatte ihr Sohn kaum mehr mit ihr gesprochen und war von zuhause ausgezogen. Die Beziehung zwischen Mutter und Sohn reflektierte letzterer mehrfach in seiner Musik: Unter anderem griff er den radikalen Bürgerrechtsaktivismus in seinen Werken auf, in denen er unter anderem die Polizeigewalt gegenüber Afroamerikanern kritisierte. Als Tupac Shakur beschuldigt wurde, selbst zwei Polizisten angegriffen zu haben, führte das sein Management auf seine „radikalen Gene“ zurück. Am eindeutigsten war der Einfluss in Shakurs Track Dear Mama, in dem er die Drogensucht seiner Mutter aufgriff, aber auch, dass sie alleinerziehend war. Er resümierte, dass die Verbindung zwischen ihr und ihm ehrlich und respektvoll sei.
Nach der Ermordung ihres Sohnes 1996 in Las Vegas trat Shakur als seine Nachlassverwalterin in Erscheinung. Unter anderem beaufsichtigte sie die Veröffentlichung unpublizierter Tracks und gründete Amaru Entertainment zur Verwaltung seines musikalischen Nachlasses. Ferner stiftete sie die Tupac Amaru Shakur Foundation, mit der sie das Heranführen von Jugendlichen an die Kunst förderte, insbesondere im Umkreis von Atlanta in Georgia. 2005 eröffnete sie in Stone Mountain, Georgia, das kurzlebige Tupac Amaru Shakur Center for the Arts. Ebenso begleitete sie die Produktion eines Dokumentarfilms über ihren Sohn, der 2003 unter dem Titel Tupac: Resurrection in die Kinos kam. Parallel machte sie sich gemeinsam mit der Mutter des kurz nach Shakur ermordeten Rappers The Notorious B.I.G. gegen Waffengewalt stark. 2004 publizierte Jasmine Guy eine Biografie von Afeni Shakur. Privat ging Shakur später eine Ehe mit Gust Davis ein. Das Ehepaar war jedoch inmitten des Scheidungsprozesses, als Shakur am Abend des 2. Mai 2016 in ihrem Zuhause in Sausalito einen Herzanfall erlitt. Sie wurde in ein Krankenhaus im nahen Greenbrae eingeliefert, wo sie am selben Abend im Alter von 69 Jahren verstarb. Sie hinterließ eine Tochter. 2023 wurde eine fünfteilige Dokumentationsserie mit dem Titel Dear Mama: The Saga of Afeni and Tupac Shakur über ihr Leben und ihren Aktivismus auf der Streamingplattform Hulu veröffentlicht. Stand 2022 ist auch ein Spielfilm über ihr Leben in Arbeit, der von Jamal Joseph, ihrer Biografin Jasmine Guy und der Anwältin Dina LaPolt produziert werden soll.